# Strix nebulosa

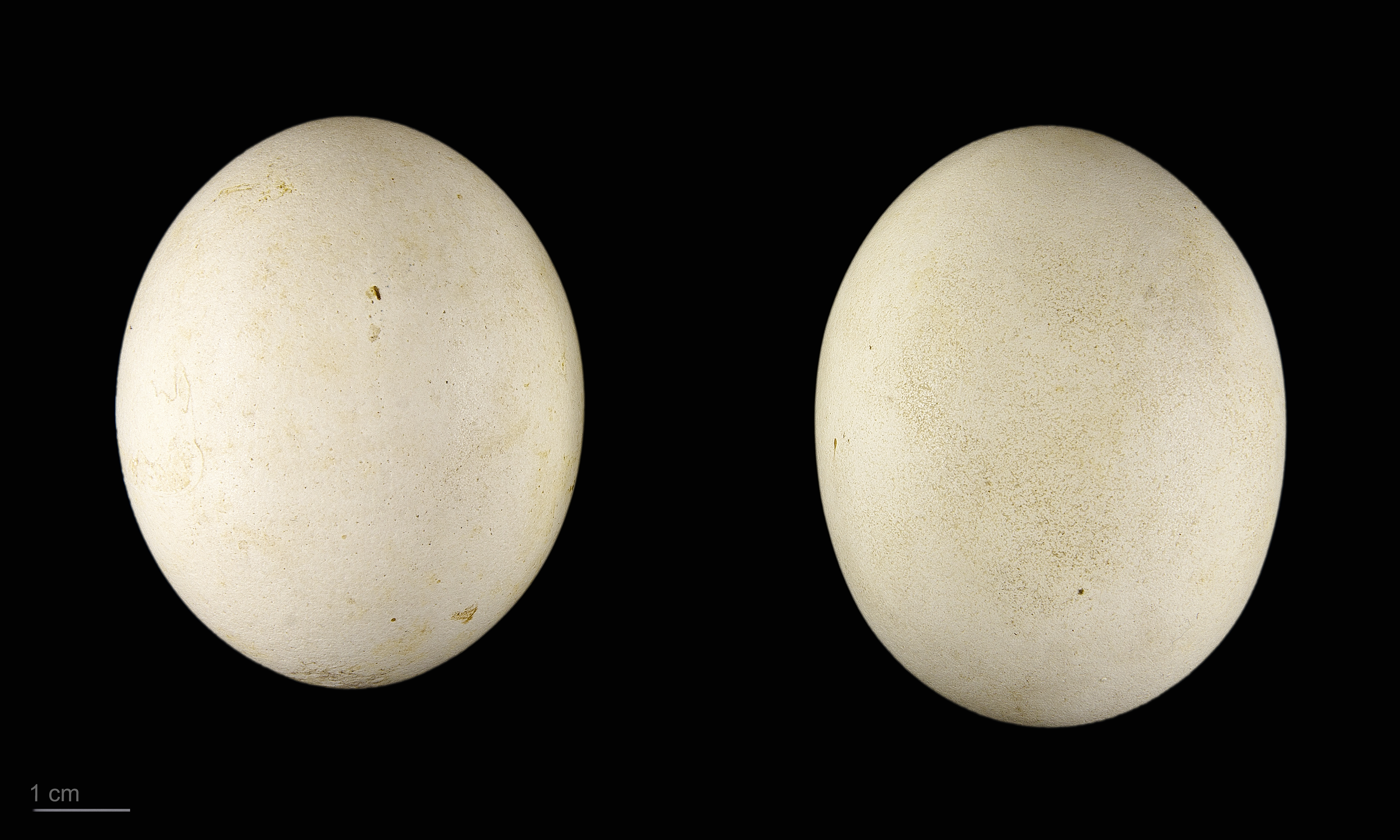
Strix nebulosa lapponica - MHNT

El cárabo lapón (Strix nebulosa)  es un ave rapaz de gran tamaño de la familia Strigidae.
Vive en bosques fríos y matorrales de abedules de las tierras septentrionales. Tiene la cabeza redondeada con unos discos de plumas muy grandes a ambos lados de la cara. Sus partes superiores parecen unas llamativas e inquisitivas cejas. Parece robusto, pero es esbelto y de tamaño moderado, y su aspecto se debe a una capa densa y profunda de plumas que le cubre hasta los dedos y le aísla del frío. Caza de día y de noche, acechando desde lo alto y abalanzándose en silencio sobre su presa. A veces se zambulle en una capa de nieve para perseguir a una presa. Descansa en los árboles, posado cerca del tronco. Su dieta consiste en topillos, ratones, musarañas y pájaros.

## Subespecies
El cárabo lapón tiene dos subespecies reconocidas:
- Strix nebulosa lapponica (Thunberg, 1798)
- Strix nebulosa nebulosa (J. R. Forster, 1772)